# Eurhynchium striatum
Eurhynchium striatum là một loài Rêu trong họ Brachytheciaceae. Loài này được (Schreb. ex Hedw.) Schimp. mô tả khoa học đầu tiên năm 1856.

## Hình ảnh

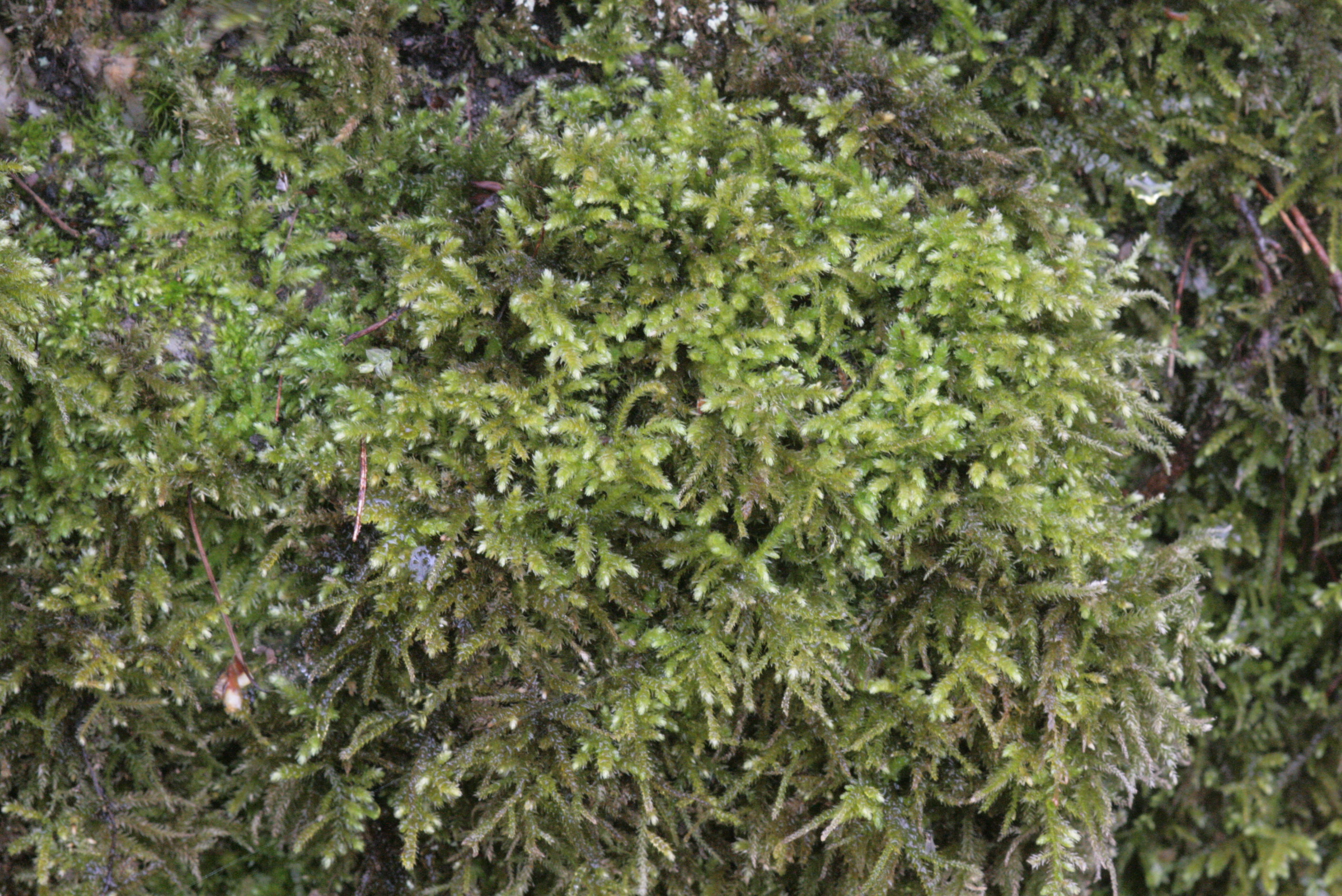
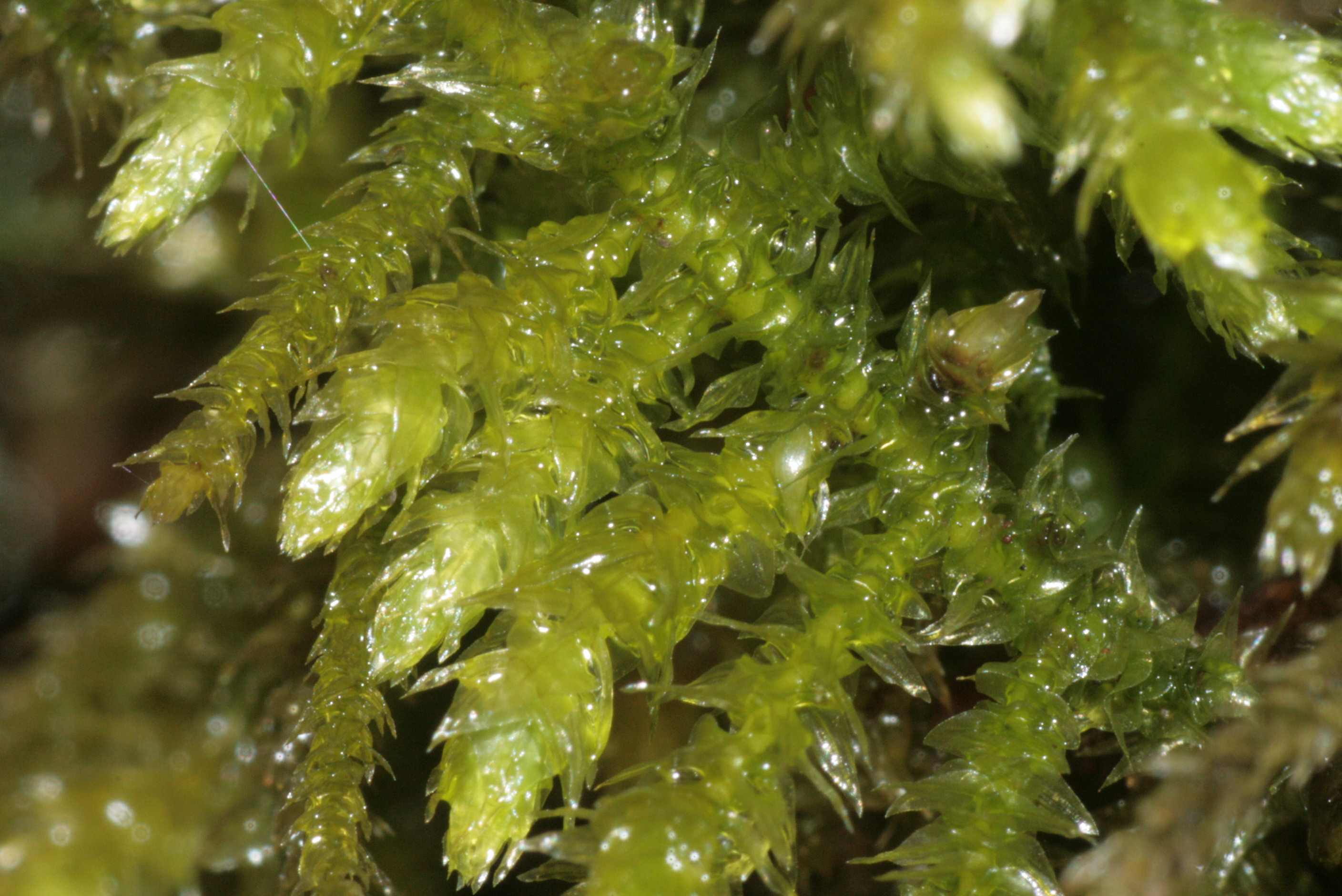
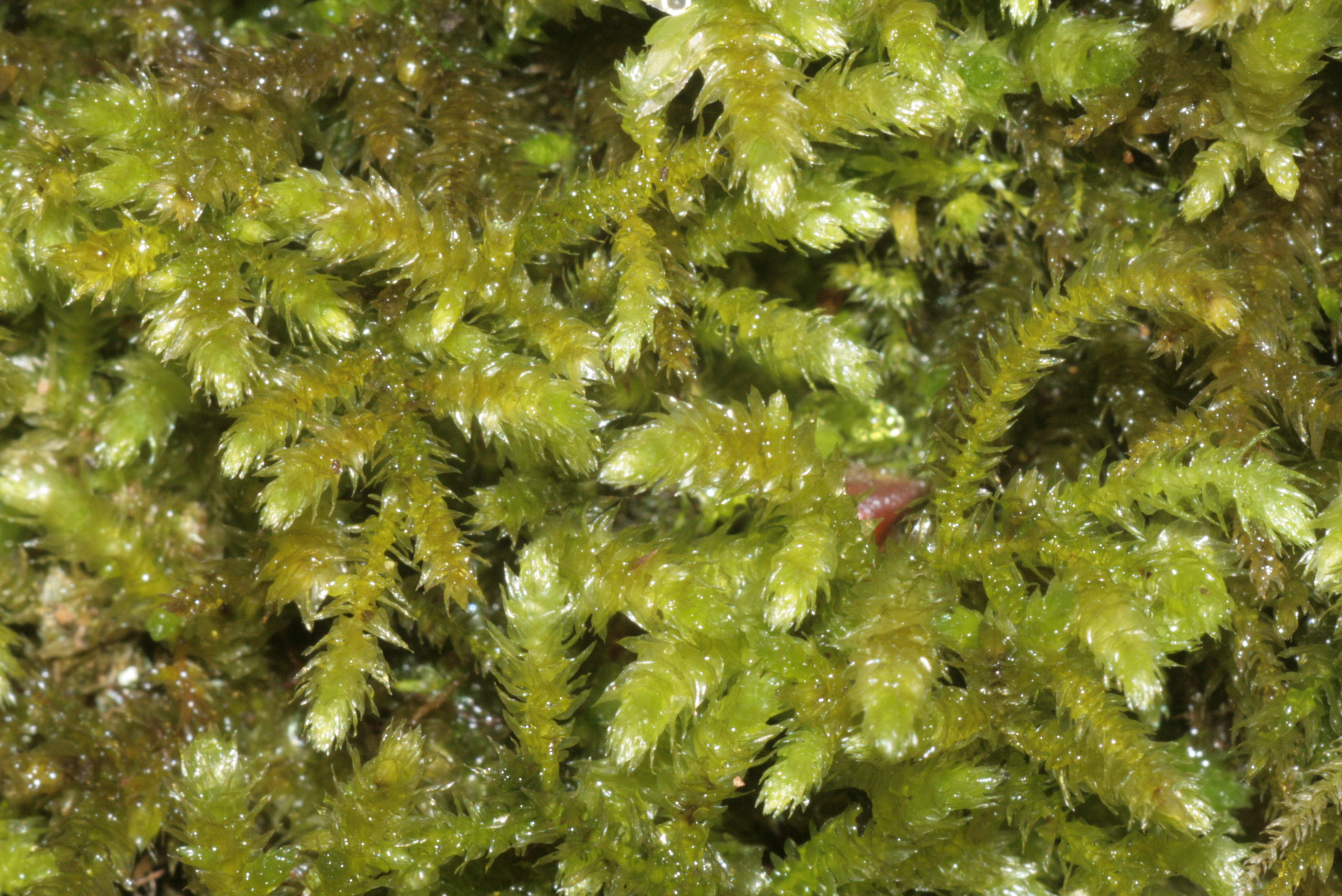
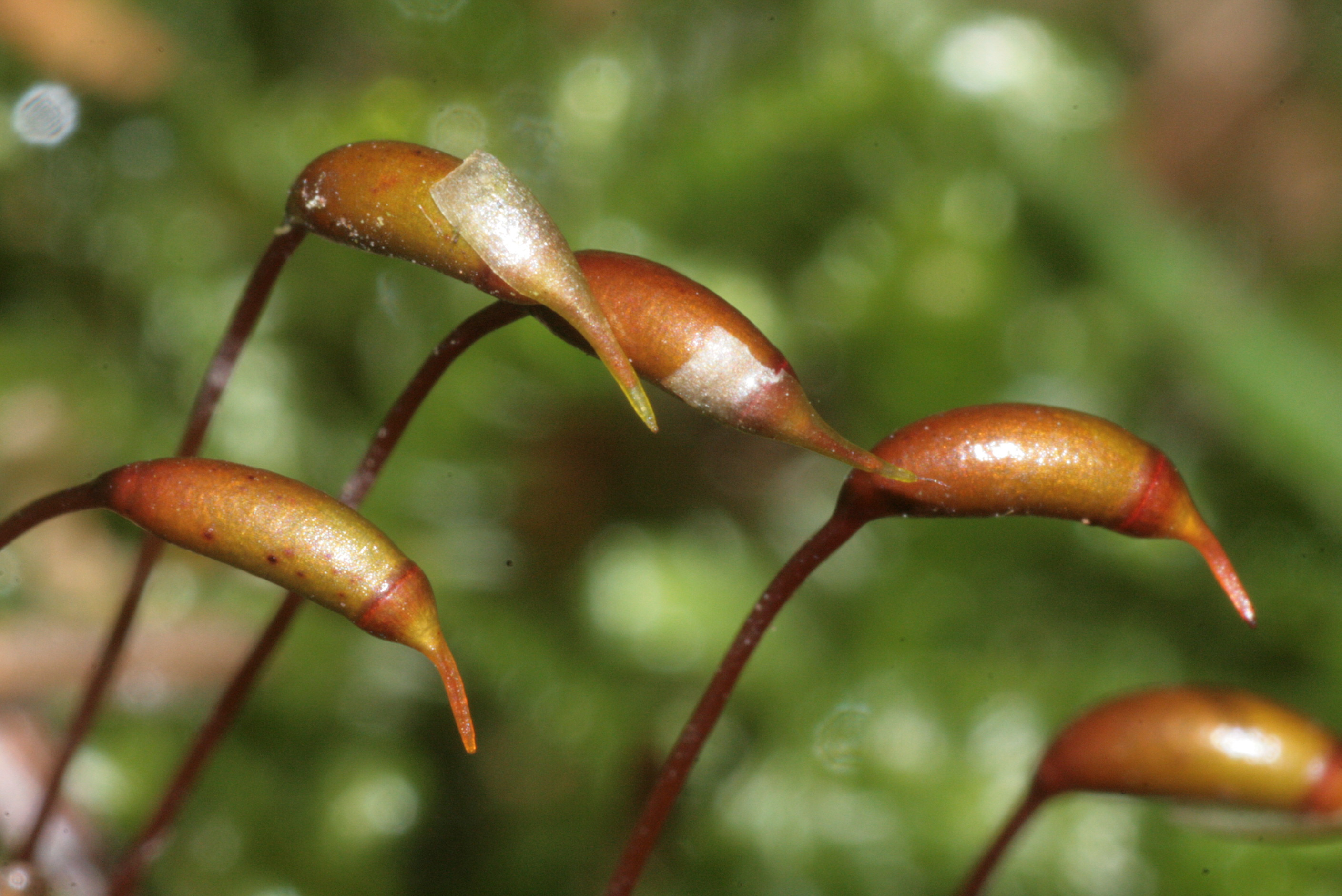